# 3. Klavierkonzert (Rachmaninow)
Das 3. Klavierkonzert op. 30 in d-Moll komponierte Sergei Rachmaninow im Jahr 1909 auf dem Landgut Iwanowka.

## Form
In seiner Dreisätzigkeit orientiert es sich an der Form, die für ein Solokonzert in der Romantik üblich war.

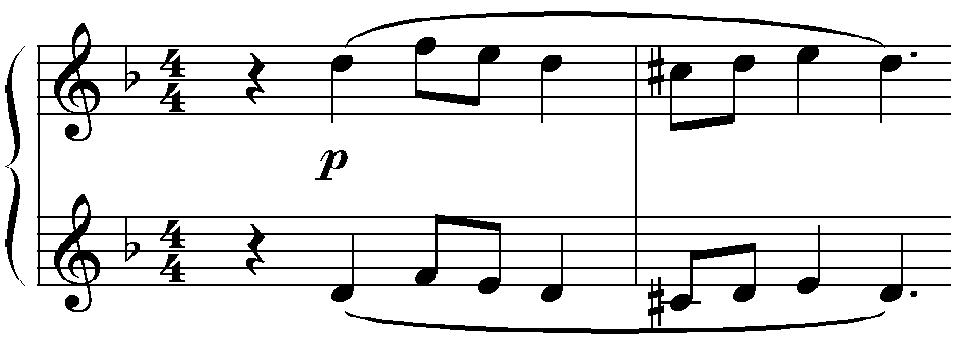
Der 1. Einsatz des Klaviers mit dem Anfang des berühmt gewordenen Hauptthemas

### Allegro ma non tanto
Der erste Satz beginnt nach einer zweitaktigen Orchestereinleitung mit dem berühmt gewordenen Thema, das vom Klavier in Oktaven vorgetragen wird und das sich durch das gesamte Konzert zieht. Auf Grund seines wehmütigen Charakters, seiner Einfachheit und seines vermeintlich besonders russischen Klangs hielten viele das Thema für die Bearbeitung eines russischen Volksliedes oder Kirchenliedes. Dem widersprach der Komponist entschieden, indem er über sein Thema sagte „Es hat sich einfach von selbst komponiert.“ Der ganze Satz steht in Sonatensatzform, wobei die Reprise sich größtenteils auf das erste Thema erstreckt. Ein Fragment des zweiten Themas wird kurz angedeutet.

#### Alternative Kadenzen

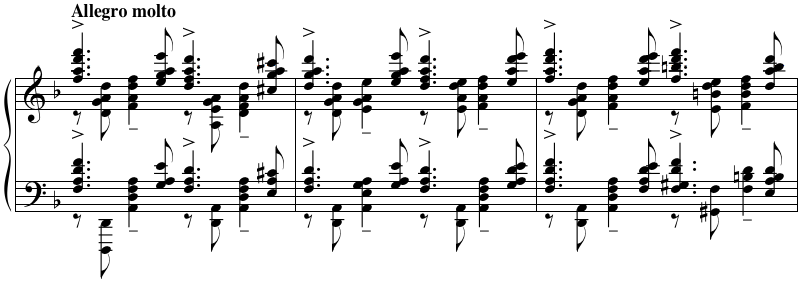
Abwandlung des Hauptthemas in der Original-Kadenz

Rachmaninow schrieb später eine zweite Kadenz für den ersten Satz, die heute als Standardkadenz in den Noten gedruckt ist und von etwa zwei Dritteln der Pianisten gespielt wird, da sie einfacher und kürzer (da schneller) ist und auch Rachmaninow selbst immer nur diese Kadenz spielte. Vladimir Horowitz sagte dazu: „Die Kadenz bereitet das Ende des Konzertes vor. Die [Original-]Kadenz ist eine Endung in sich. Es ist nicht gut, das Konzert zu beenden, bevor es zu Ende ist!“ Russische Pianisten bevorzugen allerdings i. d. R. die klanggewaltigere Original-Kadenz, die heute als ossia gedruckt wird. Einige Pianisten mischen die Kadenzen (z. B. André Watts); i. d. R. wird mit der schnelleren angefangen und einige Takte vor Presto in die originale übergeleitet.

### Intermezzo (Adagio)
Der 2. Satz in Liedform beginnt mit einem schwermütigen typisch russischen Thema, auf das das Anfangsthema in veränderter Form folgt. Rachmaninow schrieb den Abschnitt Più vivo auch in einer Alternativ-Version (Ossia), die noch schwieriger ist und fast nie gespielt wird (Jorge Bolet spielt sie in seiner 1969'er Aufnahme), zumal, falls ein Pianist den Strich beachtet, sie sich ohnehin in der gestrichenen Passage befindet. Das Ende des Intermezzo enthält einen eingearbeiteten schnellen Scherzo-Teil in fis-moll (Poco più mosso), der an viersätzige Konzerte anknüpft.

### Finale (Alla breve)
Der 2. Satz geht ohne Pause in den Schlusssatz in Sonatenhauptsatzform über, der Taktwechsel vom 3/4-Takt zum Alla breve und die veränderte Atmosphäre machen aber deutlich, dass hier ein neuer Satz angefangen hat. Die den Schlusssatz einleitende Klavierkadenz wird gelegentlich als etwas zu konventionell kritisiert. Der Schlussabsatz Vivacissimo, dessen Siegeshymne sich aus den Seitenthemen des 1. und des 3. Satzes zusammensetzt, ist der Höhepunkt des gesamten Konzerts, das im Klangrausch eines strahlenden D-Dur endet. Der einfache Anfang des Konzerts in d-Moll zeigt, dass das gesamte Werk dem Prinzip „per aspera ad astra“ folgt. Auch das Finale enthält zwei Ossia-Stellen, die den regulären Satz noch weiter erschweren und entsprechend selten gespielt werden: eine 7 Takte vor Beginn der Reprise (gespielt z. B. in Kissins Aufnahme) und der Beginn der Stretta mit je 4 Achteln statt einer Viertel-Triole (als Tonaufnahme bei André Watts oder auch bei Tamás Vásáry.)

## Streichungen
Das Konzert ist mit einer Länge von 40–45 min. (je nach Wahl der Kadenz und der Tempi) für ein Klavierkonzert relativ lang. Daher nahm Rachmaninow hier später auch, wie in vielen seiner längeren Werke, Kürzungen vor: Das Ende der zweiten Themengruppe (Tempo precedente, ma un poco più mosso) sowie zwei Takte in der Kadenz des ersten Satzes (Takt 10 und 9 vor Probennummer 19), einen Strich in der Mitte des zweiten Satzes (Più vivo bis 1 Takt vor a tempo, più mosso) und zwei Striche im Dritten. Der erste der Striche im dritten Satz (Meno mosso, Probennummer 45 bis 5 Takte vor 47) eliminiert dabei das gesamte Seitenthema in der Exposition, so dass selbiges erstmals in der Reprise eingeführt wird. Die Kürzungen finden sich alle in Rachmaninows eigener Einspielung, die ursprünglich auf fünf Schellackplatten erschien, werden heute aber nur noch sporadisch angewandt. Sie sind nicht einmal im Klavierauszug kenntlich gemacht. Im Konzert beachtete Rachmaninow auch nur seinen zweiten Strich im Finale (Meno mosso, a tempo, 2 Takte nach Nummer 52 bis vor Nummer 54), da er zu der Ansicht gekommen war, es gäbe dort zu viele Es-Dur-Zwischenspiele.

## Besetzung
Das Klavierkonzert ist für folgende Besetzung geschrieben: 2 Flöten, 2 Oboen, 2 Klarinetten, 2 Fagotte, 4 Waldhörner, 2 Trompeten, 3 Posaunen, Tuba, Pauke, Becken, Große Trommel, Tamburin, Klavier und Streicher.

## Geschichte
Uraufgeführt wurde das Konzert am 28. November 1909 in New York vom New York Symphony Orchestra unter der Leitung von Walter Damrosch. Der Komponist, der das Konzert während der Atlantiküberfahrt auf einer stummen Klaviatur geübt hatte, spielte den Solopart. Schon am 16. Januar 1910 gab es eine Wiederaufführung in der Carnegie Hall – mit Gustav Mahler am Pult. Die erste Aufführung in Russland fand am 4. April 1910 in Moskau statt. Nach der Uraufführung waren sich die Musikkritiker uneinig über das Werk und reagierten eher verhalten, so war im New York Herald nach der Aufführung unter Mahler zu lesen, Rachmaninows Werk sei zwar eines der „interessantesten Klavierkonzerte der letzten Jahre“, doch leide es ein wenig an seiner „Überlänge“. Das Konzert gehört heute zum Standardrepertoire der meisten großen Pianisten, wurde aber in den ersten Jahrzehnten nach seiner Komposition – vermutlich aufgrund seiner technischen Schwierigkeiten – nur von einem Dutzend Pianisten gespielt. Der amerikanische Pianist Earl Wild, der das Konzert seit 1943 öffentlich spielte, gab an, vor ihm hätten es nur der Komponist sowie aus dessen Umfeld Vladimir Horowitz, Benno Moiseiwitsch, Gina Bachauer und Gita Gradova, weiterhin Alfred Cortot und seine Schülerin Henrietta Schumann, Walter Gieseking, Jorge Bolet, Egon Petri,  Cyril Smith und George Thalben-Ball aufgeführt. Laut Berechnungen ist es von allen großen Klavierkonzerten das mit den meisten Noten pro Sekunde im Klavierpart. Józef Hofmann, der Pianist, dem Rachmaninow sein Konzert widmete, führte es mit der Begründung, das sei „nicht für ihn“, nie auf. Vermutlich störte sich Hofmann, der zwar ein exzellenter Pianist war, aber kleine Hände hatte, an den häufig weiten Griffen.

### Neue Popularität durch den FilmShine
Der 1996 unter der Regie von Scott Hicks und mit Geoffrey Rush in der Hauptrolle gedrehte Film Shine (deutscher Titel Shine – Der Weg ins Licht) brachte dem 3. Klavierkonzert einen enormen Popularitätsschub. Der Film erzählt die wahre Geschichte des australischen Pianisten David Helfgott, der nach einem Konzert in London, in dem er das 3. Klavierkonzert spielt, wegen seiner schizoaffektiven Störung einen Nervenzusammenbruch erleidet, durch die er viele Jahre in psychiatrischen Kliniken verbringt, bis er über seine große Liebe langsam zurück ins Leben findet und sein Comeback schafft. Durch den Film gewann nicht nur das 3. Klavierkonzert, das sich durch den ganzen Film zieht, enorme Berühmtheit, so dass es inzwischen wohl noch bekannter als Rachmaninows 2. Konzert ist, auch Helfgott wurde durch den Film berühmt. In der Folgezeit erreichte eine Einspielung des 3. Klavierkonzerts mit Helfgott Platz 1 der Klassik-Charts in mehreren Ländern, obwohl Kritiker an der Einspielung wenig Gutes fanden.

## Einspielungen
Da das 3. Klavierkonzert zum Standardrepertoire der meisten Pianisten gehört, die den technischen Schwierigkeiten gewachsen sind, gibt es knapp 200 kommerzielle Einspielungen. Rachmaninow selbst hat es 1939/1940 eingespielt, begleitet vom Philadelphia Orchestra unter Leitung von Eugene Ormandy. Die erste kommerzielle Aufnahme war diejenige von Vladimir Horowitz 1930 für His Master’s Voice, der es kommerziell nochmals 1951 mit Fritz Reiner und zu seinem 50. Bühnenjubiläum live 1978 mit Eugene Ormandy einspielte. Drei weitere Live-Mitschnitte zwischen 1941 und 1978 vervollständigen seine Diskographie dieses Konzertes. Rachmaninow attestierte Horowitz, dass dieser “mit der Heftigkeit und Gier eines Tigers zuschlägt. Er hat es als ganzes verschlungen, er hatte die Tapferkeit, die Eindringlichkeit und den Wagemut”. Die meisten Studioaufnahmen fallen an Wladimir Aschkenasi; zu seinen vier Versionen als Pianist zwischen 1963 und 1985 begleitete er 1994 noch Jean-Yves Thibaudet als Dirigent des Cleveland Orchestra. Aschkenasi ist auch der einzige Pianist, der sowohl die kleine (im Jahr 1963) als auch die große Kadenz (in den drei anderen Aufnahmen) einspielte.